# Ferdinando Sordelli
Ferdinando Sordelli ( * 12 de diciembre de 1837, Milán - 17 de enero de 1916, ibíd) fue un artista ilustrador y naturalista italiano.
Comienza a trabajar con Giorgio Jan (1791-1866) en 1857, en el Museo Cívico de Historia Natural de Milán como asistente temporario, pasando en 1865, a permanente. Jan, anciano profesor de Sordelli, le incita a realizar su Iconographie Générale des Ophidiens, obra que comprende 50 partes, cada una con seis planchas; realizadas por Sordelli.
Jan muere en 1866 y es Sordelli quien asegura el fin de la publicación. El conjunto, constituido de cerca de 8.500 diseños, es una de las más vastas jamás realizadas sobre un grupo de animales.
A deshora de sus aportes a Jan, Sordelli investigaba en Zoología y en Paleontología, notablemente sobre flora fósil.
- La abreviatura «Sordelli» se emplea para indicar a Ferdinando Sordelli como autoridad en la descripción y clasificación científica de los vegetales.[1]